# Zlatník (Krásná)

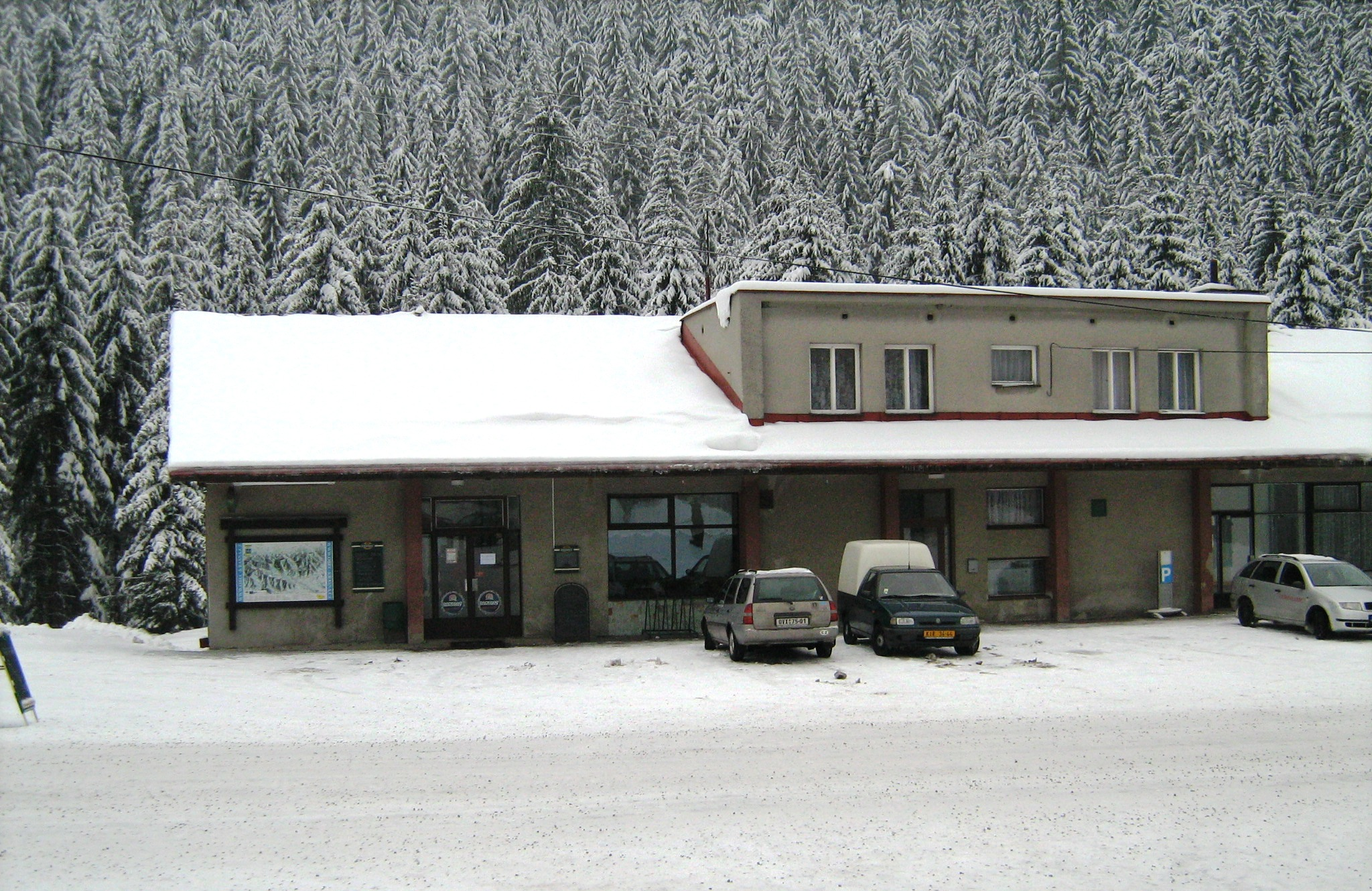
Hospoda ve Zlatníku

Zlatník je horská osada a rekreační středisko v Zadních horách v Moravskoslezských Beskydech, po administrativní stránce spadající pod obec Krásná. Nachází se v údolí mezi vrcholy Zimný, Husarka, Obidová, Travný a Vysoký Rykali. Osadou protéká říčka Mohelnice, do které zde ústí Sihelský a Travenský potok.
Osada je turisty hojně vyhledávaná především v zimních měsících. Najdeme zde řadu sjezdovek a vleky. V jižní části směrem k osadě Vyšní Mohelnice se rozkládá lyžařský areál Ski Zlatník-Fela.

## Dostupnost
Osadou vede silnice z obce Krásná směrem na Visalaje. Kromě toho zde začíná dvojice turistických tras. Zeleně značená vede k osadě Těšiňoky v Masarykově údolí, žlutá funguje jako spojnice osady se zeleně značenou trasou od Visalají na Travný, na kterou se napojuje v lokalitě zvané Plato.